# Plagiochila wolframii
Plagiochila wolframii là một loài thực vật thuộc họ Plagiochilaceae. Đây là loài đặc hữu của Peru. Môi trường sống tự nhiên của chúng là rừng ẩm vùng đất thấp nhiệt đới hoặc cận nhiệt đới. Chúng hiện đang bị đe dọa vì mất môi trường sống.